# نیکو (فیلم ۲۰۲۱)

نیکو (به آلمانی: Nico) یک فیلم درام داستانی آلمانی محصول سال ۲۰۲۱ به کارگردانی الین گرینگ، فرانسی فابریتز و سارا فضیلت است. این درام بر روی یک جوان ایرانی-آلمانی (با بازی سارا فضیلت) متمرکز است که در پی یک حملهٔ نژادپرستانه خود را قدرتمند کرده و آموزش هنرهای رزمی را آغاز می‌کند.
این فیلم در ژانویه ۲۰۲۱ در چهل و دومین دورهٔ جشنوارهٔ فیلم مکس اوفولز برای اولین بار در بخش مسابقهٔ فیلم بلند به نمایش درآمد و جایزه «بهترین بازیگر نسل جوان» را دریافت کرد و در ۱۲ مهٔ ۲۰۲۲ از طریق برچسب فیلم دارلینگ برلین در سینماهای آلمان پخش شد.

## خلاصهٔ داستان
نیکو با بهترین دوستش رزا از تابستان در برلین لذت می‌برد تا اینکه یک حملهٔ نژادپرستانه او را از زندگی روزمره بی‌دغدغه‌اش بیرون می‌کشد. او که از این واقعه آسیب دیده‌است، تصمیم می‌گیرد دیگر قربانی نباشد و شروع به تمرین کاراته با یک قهرمان جهان می‌کند.

## بازیگران
- سارا فضیلت در نقش نیکو
- جاوه آصف‌جاه در نقش رزا
- سارا کلیموسکا در نقش رونی
- بیرگیته کرامر در نقش بیرگیته
- آندریاس مارکوارت در نقش اندی مربی کاراته

## تولید
نیکو اولین فیلم بلند الین گرینگ، فرانسی فابریتز و سارا فضیلت و در عین حال فیلم فارغ‌التحصیلی فضیلت در مطالعات تولید در آکادمی فیلم و تلویزیون آلمان برلین است. این سه دانشجو که با هم فیلمنامه را نوشتند، هر سه قبلاً روی پروژه‌هایی با هم کار کرده بودند. فضیلت نه تنها نقش اصلی را بر عهده گرفت، بلکه فیلم به ابتکار او ساخته شد. فضیلت همچنین به همراه نیکو به عنوان تهیه‌کننده فیلم با شرکتش، تیرد کالچر کیدز ظاهر شد. آندریاس مارکوارت، رزمی‌کار اهل برلین، مربی کاراتهٔ اندی را بر عهده گرفت. او همچنین در مورد توسعهٔ شخصیت عنوان پس از حمله توصیه کرد. فضیلت برای آماده‌شدن برای فیلمبرداری بیش از یک سال در کاراته تمرین کرد و چهار امتحان را نیز پشت سر گذاشت.

### فیلمبرداری
فیلمبرداری در اوت ۲۰۱۹ در برلین انجام شد. این فیلم عمداً با یک تیم فیلم کوچک فیلمبرداری شد که از ابتدا با «عناصر بداهه» کار می‌کردند و همچنین آشکاراً با نژادپرستی روبرو می‌شدند. داستان از فیلمنامه مفصلی پیروی می‌کرد و دیالوگ‌ها نوشته نمی‌شدند بلکه بداهه می‌شدند. مشتریانی که در این فیلم حضور داشتند، هرگز جلوی دوربین ننشسته بودند. نه تنها موضوع، بلکه بداهه‌نوازی نیز برای فابریتز در مورد پروژه جذاب بود و او عمداً از یک دوربین دستی در طول فیلمبرداری استفاده کرد.
گرینگ کار روی این فیلم را یک «پروژه مشترک» توصیف کرد. نیکو فقط یک «فیلم دربارهٔ نژادپرستی» نیست. «تنوع از نظر منشأ، بدن و جنسیت» نیز مطرح است و از «خشم و درماندگی» به وجود آمده‌است که «نژادپرستی و جنسیت‌گرایی» هنوز بخشی از زندگی روزمره است. به عنوان بیان این خشم، شخصیت‌های فیلم با حوزه‌های شناسایی بزرگ خلق شدند. نام‌های بی‌جنسیتی عمداً استفاده شده‌اند که چیزی در مورد ریشهٔ شخصیت‌های اصلی نیکو، رزا و رونی فاش نمی‌کنند. گرینگ برای تیتراژ از آهنگ ضد فاشیستی «بگو نه!» (۱۹۹۳) ازکنستانتین وکر استفاده کرد. او پس از بزرگ‌شدن با عناوین خواننده و ترانه‌سرای مشهور آلمانی در کودکی، دوباره به‌طور اتفاقی با آن روبرو شد. گرینگ بسیار تحت تأثیر ترانه قرار گرفت و متن آن را به روز کرد.

## بازخورد
اولین نمایش نیکو از ۱۸ ژانویه ۲۰۲۱ در چهل و دومین جشنوارهٔ فیلم جایزه مکس افولز برگزار شد. مهم‌ترین جشنواره فیلم‌های نسل جوان آلمان، اتریش و سوئیس طبق معمول به دلیل دنیاگیری کووید-۱۹ در سینماهای زاربروکن برگزار نشد، بلکه کاملاً به صورت آنلاین برگزار شد.
زاربروکر تسایتونگ که قادر به پیش‌نمایش فیلم بود، کمی قبل از شروع جشنواره فیلم، آن را را توصیه کرد و نوشت: «نیکو فیلمی با بازی خوب و فضایی فوری و اغلب مستند» است. با توجه به دنیاگیری کووید-۱۹، همه مشارکت‌های این جشنواره به صورت ویدئو به‌درخواست ارائه شد. تدوینگر توبیاس کسلر «بی‌واسطه بودن مستند» فیلم را ستایش کرد، که عمدتاً مدیون بازیگر اصلی سارا فضیلت و بازیگران آماتور است که ارزش دیدن را دارند.
کاتلین هیلدبراند از زوددویچه تسایتونگ شخصیت عنوان را در مجموعه‌ای از «شخصیت‌های آندرداگ» که در سال جشنواره ۲۰۲۱ با آنها مواجه شد، گنجاند. این فیلم برلین را «به شیوه‌ای بسیار طبیعی به عنوان شهری متنوع» و «دور [...] از میته» نشان می‌دهد.
کاسپار هاینریش از تاگس اشپیگل بر اجرای سارا فضیلت تأکید کرد که «به طرز ماهرانه‌ای شخصیت خود را در تعادل بین گستاخی و حساسیت برلین حفظ می‌کند».
هیئت داوران بهترین بازیگران جوان نیز از بازی فضیلت تمجید کردند. او در نقش نیکو «با هر نفس، حرکت، فکر و احساسی» بازی می‌کند و مخاطب را متقاعد می‌کند و «در مسیری دردناک» می‌برد. سارا فضیلت خنده، شادی، آسیب‌پذیری، عصبانیت و اعتماد به نفس خود را به راحتی به بیننده منتقل می‌کند.

## جوایز
نیکو جایزه NO FEAR را در جوایز فرست استپس ۲۰۲۱ دریافت کرد.
نیکو به مسابقه بهترین فیلم بلند در جشنواره جایزهٔ فیلم مکس افولز ۲۰۲۱ دعوت شد. سارا فضیلت بازیگر نقش اول در آنجا در بخش بهترین بازیگر نسل جوان تجلیل شد. یک سال بعد او نامزد جایزه ۲۰۲۲ فیلم آلمان به عنوان بهترین بازیگر نقش اول زن و جایزه فیلم باواریا به عنوان بهترین بازیگر زن جوان شد.